# John Skinner Wilson
John Skinner Wilson, soprannominato Belge (1888 – 1969), è stato uno studioso dello scautismo: contemporaneo e amico di Robert Baden-Powell, da lui fu incaricato di dirigere l'International Boy Scout Bureau, che in seguito divenne il World Scout Bureau, importante organo dell'Organizzazione Mondiale del Movimento Scout.

## Biografia
Wilson incontrò Baden-Powell in India nel 1921, mentre era un funzionario della polizia di Calcutta e, nel tempo libero, capo del locale gruppo scout.
All'inizio degli anni venti fu incaricato della gestione di Gilwell Park per conto dell'associazione scout britannica. Questo lo mise a capo della formazione capi non solo inglese, ma di tutto il mondo, poiché a quell'epoca i corsi Wood Badge si tenevano solo lì. Proprio Wilson organizzò il primo campo di formazione fuori da Gilwell Park, tenuto a Kandersteg dal 30 agosto al 7 settembre 1926. A quel corso parteciparono Mario Mazza, padre Agostino Ruggi d'Aragona, Augusto Lupoli e Vittorio Castiglioni. Fu l'unica partecipazione italiana a campi di formazione prima dello scioglimento.
Fu direttore del Bureau internazionale per 15 anni. Dopo essersi ritirato da questo servizio continuò a lavorare per lo scautismo come presidente onorario del comitato scout mondiale per altri 4 anni.
Fu insignito del Lupo di bronzo, unica onorificenza dell'OMMS, nel 1937, durante il Jamboree. Nella stessa occasione conobbe Giulio Cesare Uccellini, e lo presentò a Baden-Powell.
Wilson si impegnò in una serie di visite (terminate nel 1952) alle associazioni scout di tutto il mondo. Ad esempio fu in Italia dal 17 al 27 maggio 1947. Nel 1957, in occasione del cinquantesimo anniversario dello scautismo, pubblicò i suoi appunti di viaggio sotto il nome di Scouting Round the World.